# Боцегай
Боцегай (словац. Bocegaj) — річка в Словаччині; права притока Древениці. Протікає в окрузах Нітра Злате Моравце.
Довжина — 11.8 км. Витікає в масиві Трибеч на висоті 270 метрів.
Протікає територією сіл Жірани і Коліняни.
Впадає в Древеницю на висоті 157 метрів.